# Konstantin Borisov
Konstantin Borisov (Smolensk, 14 de agosto de 1984) é um cosmonauta russo. Realizou seu primeiro voo a bordo da SpaceX Crew-7.

## Biografia
Konstantin Borissov obteve um diploma na Academia Russa de Economia em 27 de junho de 2007. De 27 de setembro de 2006 a 3 de dezembro de 2007, ele estudou na Universidade de Warwick, em Coventry, no Reino Unido, onde obteve seu mestrado em pesquisa operacional e análise de sistemas. De 2016 a 2018, ele retomou seus estudos de mestrado no tema Sistema de Suporte de Vida para Aeronaves.
De 2007 a 2016, ele trabalhou para diversos grupos privados como analista ou consultor.